# Henry Thomas Smart
Pour les articles homonymes, voir Smart (homonymie).
Henry Thomas Smart, né le 26 octobre 1813 à Londres et mort le 6 juillet 1879 dans la même ville, est un organiste et compositeur britannique.

## Biographie
Henry Thomas Smart naît à Londres. Il est le fils du violoniste Henry Smart et le neveu de Sir George Smart.
Il apprend le droit avant de se tourner vers la musique. Il étudie à Highgate et travaille avec W.H. Kearns[Quand ?]. Il a été organiste à la Cathédrale de la Sainte-Vierge-Marie de Blackburn (1831-1836). Il revient à Londres comme organiste de St Philip's Church, dans Regent Street. Il écrit également une critique musicale dans Atlas et enseigne. Il devient ensuite organiste à St Luke's (en) dans Old Street (1844-1864) et à St Pancras New Church (en) dans Euston Road (en) (1864-1879). En 1864, il devient aveugle et doit dicter ses compositions. En 1879, il reçoit une pension du gouvernement, mais meurt peu de temps après.
Smart est très apprécié comme compositeur par ses contemporains anglais, mais n'est actuellement connu que par quelques organistes et quelques choristes.

## Œuvres
- The Bride of Dunkerron, cantate écrite pour le Festival de Birmingham de 1864.
- King René's Daughter, cantate (1871).
- Jacob, oratorio, créé à Glasgow en 1873.
- Bertha, opéra, qui a connu un certain succès au Haymarket Theatre en 1855.
- Regent Square, hymne, généralement chanté sur les paroles de Light's Abode, Celestial Salem.
- Evening Service en si bémol majeur.